# Omicidio di Junko Furuta
L'omicidio di Junko Furuta (古田 順子?, Furuta Junko), noto anche come l'omicidio della liceale nel cemento (女子高生コンクリート詰め殺人事件?), è avvenuto ad Adachi il 4 gennaio 1989 dopo circa 40 giorni di torture e violenze sessuali a seguito di un rapimento a opera prevalentemente di un gruppo di quattro adolescenti: Hiroshi Miyano, Jō Ogura, Shinji Minato e Yasushi Watanabe.
I quattro rapirono la giovane a Misato il 25 novembre 1988 e la portarono ad Adachi, dove morì il 4 gennaio 1989 in seguito alle numerose sevizie alle quali era stata sottoposta dai quattro coetanei. Il gruppo nascose poi il cadavere all'interno di una valigia e la sigillò in un altro contenitore con del cemento fresco abbandonandolo a Kōtō, dove fu poi ritrovato il 24 gennaio successivo.

## Antefatto
Furuta nacque a Misato il 18 gennaio 1971, nella prefettura di Saitama, dove viveva con i genitori e i due fratelli. Durante l'adolescenza frequentò il Liceo Yashio-Minami e dall'ottobre 1988 iniziò a lavorare part-time in una fabbrica di stampaggio della plastica dopo le lezioni, in modo da poter guadagnare il denaro necessario per un viaggio che aveva programmato di fare dopo aver conseguito il diploma. Furuta aveva anche accettato un lavoro presso un rivenditore di elettronica, dove aveva pianificato di lavorare una volta terminati gli studi.
Al liceo Furuta era benvoluta dai suoi compagni di classe ed era considerata una studentessa modello. Secondo quanto dichiarato dai suoi amici, uno dei suoi sogni era diventare una cantante idol. La notte in cui venne rapita, Furuta stava tornando a casa per guardare l'episodio finale del suo programma televisivo preferito, Tonbo (Dragonfly とんぼ).
Gli autori erano quattro adolescenti maschi: Hiroshi Miyano (宮野裕史, 18 anni), Jō Ogura (小倉譲, 17 anni), Shinji Minato (湊伸治, 16 anni) e Yasushi Watanabe (渡邊恭史, 17 anni), che negli atti giudiziari erano rispettivamente indicati come "A", "B", "C" e "D". In quel periodo i quattro usavano il secondo piano della casa di Minato come luogo di ritrovo e avevano già diversi precedenti per spaccio di sostanze illegali, furti, estorsioni, stupri e rapine a mano armata. 
Miyano, mandante ed esecutore del delitto, aveva alle spalle una storia di comportamenti problematici sin dalle scuole elementari, con diversi reati commessi come taccheggio e danneggiamento di proprietà scolastiche. Nell'aprile 1986 si iscrisse a una scuola superiore privata a Tokyo, ma abbandonò l'anno successivo per problemi psicologici. Dopo questo, continuò a commettere diversi crimini che aumentarono con il passare del tempo. All'epoca del delitto viveva con la sua ragazza, sorella maggiore di Watanabe, e lavorava come piastrellista così da mettere da parte del denaro per sposarla. Insoddisfatto della bassa retribuzione del lavoro, Miyano si fece coinvolgere da un gangster e commise spesso crimini sessuali. Questo fece perdere l'interesse nei suoi confronti da parte della sua ragazza e la loro relazione si interruppe.

## Il rapimento e gli abusi
Il 25 novembre 1988 Miyano e Minato vagavano per Misato con l'intenzione di derubare e violentare le donne del luogo. Alle 20:30 avvistarono Junko in sella alla sua bicicletta che si avviava verso casa dopo aver finito il suo turno al lavoro. Per ordine di Miyano, Minato la fece cadere dalla bicicletta e fuggì subito. Miyano, con la scusa di aver assistito per una pura coincidenza all'attacco, si avvicinò a Furuta e si offrì di accompagnarla a casa sana e salva.
Dopo aver ottenuto la sua fiducia, la portò in un magazzino poco distante e la violentò, poi fece lo stesso nei pressi di un hotel vicino e infine minacciò di ucciderla. Dall'hotel, Miyano chiamò Minato e gli altri suoi amici, Jō Ogura e Yasushi Watanabe, per vantarsi con loro delle violenze commesse. Secondo quanto riferito, Ogura avrebbe chiesto a Miyano di tenere la ragazza prigioniera per consentire a numerose persone di abusarne in gruppo. Il gruppo non era nuovo a questo genere di reati e di recente avevano rapito e violentato un'altra ragazza, che però avevano in seguito rilasciato.
Intorno alle 3:00 del mattino, Miyano portò la ragazza in un parco vicino, dove li stavano aspettando Minato, Ogura e Watanabe. Essi avevano appreso il suo indirizzo di casa grazie a un taccuino nel suo zaino e le avevano detto che sapevano dove viveva e che i membri della Yakuza avrebbero ucciso la sua famiglia se ella avesse tentato di scappare. I quattro ragazzi la sopraffecero, la portarono in una casa nel distretto di Ayase, ad Adachi, e la violentarono in gruppo. La casa, di proprietà dei genitori di Minato, divenne presto il centro di ritrovo della gang.
Il 27 novembre, i genitori di Junko contattarono la polizia in merito alla sua scomparsa. Per scoraggiare ulteriori indagini, i rapitori la costrinsero a chiamare la madre tre volte per convincerla che era scappata ma era al sicuro e stava con alcuni amici; in questo modo anche le indagini della polizia si interruppero. Per non far insospettire i genitori di Minato, Junko fu costretta a comportarsi come la sua ragazza; tale messa in scena durò fin quando divenne chiaro che i genitori di Minato non li avrebbero denunciati alla polizia. In seguito affermarono di non essere intervenuti per paura di ritorsioni, visto che il loro stesso figlio si dimostrava sempre più violento nei loro confronti.
La notte del 28 novembre Miyano invitò a casa di Minato altri due ragazzi, Tetsuo Nakumara e Koichi Ihara, rispettivamente indicati come E e F. Essi si recarono nella stanza al piano di sopra, dove Junko era seduta con indosso una maglietta a maniche lunghe e una gonna che Miyano aveva rubato da un negozio di abbigliamento qualche giorno prima. Ingerirono medicine per la tosse, fingendo che fossero droghe, e andarono in escandescenza. Junko tentò di scappare, urlando di paura, ma Miyano le afferrò le gambe e Ihara le mise un cuscino sul viso. I genitori si svegliarono e andarono a controllare, ma Minato disse loro che non era niente. Il gruppo, quindi, procedette allo stupro di gruppo di Furuta.
Il gruppo tenne prigioniera la giovane per oltre quaranta giorni nella residenza di Minato, dove questi la picchiarono, violentarono e torturarono ripetutamente, coinvolgendo anche altri uomini e adolescenti. Nel complesso, Junko venne violentata più di 400 volte da oltre un centinaio di persone. In un'occasione fu violentata da 12 uomini in un solo giorno.
Secondo le dichiarazioni del gruppo, i quattro le rasarono i peli pubici e la costrinsero a ballare nuda al suono della musica e a masturbarsi davanti a loro; in un'occasione la lasciarono al freddo sul balcone nel cuore della notte con pochi vestiti. Le inserirono anche oggetti nella vagina e nell'ano, tra cui un fiammifero acceso, un'asta di metallo e una bottiglia; venne costretta ad alimentarsi con grandi quantità di alcol, latte e acqua, a fumare più sigarette contemporaneamente e a inalare del diluente nitro. Durante uno dei tanti abusi del gruppo, Miyano le bruciò ripetutamente le gambe e le braccia con un liquido per accendini. Alla fine di dicembre, Junko era gravemente malnutrita dopo essere stata alimentata solo con piccole quantità di cibo e a volte solo con latte. A causa delle gravi ferite e ustioni infette, non fu più in grado di raggiungere il bagno situato al piano di sotto e fu confinata al pavimento della stanza di Minato in condizioni di estrema debolezza fisica e psicologica.

## Omicidio e indagine
Il 4 gennaio 1989, dopo aver perso soldi durante una partita di Mah Jong la sera prima, Miyano decise di sfogare la sua rabbia su Junko versandole del liquido per accendini sul corpo e dandole fuoco. La ragazza tentò di spegnere le fiamme, seppur con le poche forze che le rimanevano. Essi invece continuarono a prenderla a pugni, le colarono della cera calda sul viso e la costrinsero a bere la propria urina. Dopo essere stata ripetutamente presa a calci ed essere caduta su un impianto stereo, ebbe una serie di attacchi convulsivi. Dal momento che sanguinava copiosamente e dalle sue ustioni infette usciva pus, i quattro ragazzi si coprirono le mani con guanti di plastica, continuando a picchiarla e facendole cadere più volte dei pesi per manubri sullo stomaco. L'episodio durò due ore e Furuta, stremata per le violenze, morì.
Meno di 24 ore dopo la sua morte, il fratello di Minato chiamò per dirgli che Junko era probabilmente morta. Temendo di essere accusati di omicidio, il gruppo avvolse il suo corpo in una coperta e lo mise in una borsa da viaggio, per poi nascondere quest'ultima in un fusto metallico da 210 litri riempito di cemento fresco. Intorno alle 20:00 lo caricarono e alla fine lo abbandonarono a Kōtō, Tokyo. Durante la sua prigionia, Furuta aveva detto più volte ai suoi rapitori di essersi pentita di non aver potuto guardare l'episodio finale del suo programma preferito, dunque Miyano trovò la videocassetta dell'episodio e la mise nella borsa da viaggio. Come ha poi spiegato in seguito, non era per compassione nei confronti di Junko ma perché non voleva che questa tornasse come fantasma e lo perseguitasse.
Il 23 gennaio 1989 Miyano e Ogura furono arrestati per lo stupro di gruppo della ragazza di 19 anni che avevano rapito a dicembre. Il 29 marzo due agenti di polizia vennero a interrogarli poiché ai loro indirizzi era stata trovata della biancheria intima da donna. Durante l'interrogatorio, Miyano credeva che uno degli ufficiali fosse consapevole della sua colpevolezza nell'omicidio di Furuta. Pensando che Jō Ogura avesse confessato i crimini contro Furuta, Miyano disse alla polizia dove trovare il corpo della ragazza. La polizia restò inizialmente perplessa dalla confessione, poiché si riferiva all'omicidio di un'altra donna e del figlio di sette anni avvenuto nove giorni prima del rapimento di Furuta, caso rimasto poi irrisolto.
La polizia trovò il corpo di Junko il giorno successivo. Venne identificata tramite le impronte digitali. Il 1º aprile 1989 Ogura venne arrestato per un'altra aggressione sessuale e successivamente imputato per l'omicidio di Junko Furuta. Seguì l'arresto di Watanabe, Minato e suo fratello. Diversi altri complici che parteciparono all'abuso e allo stupro di Furuta vennero identificati, inclusi Tetsuo Nakamura e Koichi Ihara, accusati anche loro di stupro dopo che tracce di DNA venne trovato sul corpo della vittima.

## Accusa
L'identità degli imputati è stata sigillata dal tribunale poiché, all'epoca del delitto, erano tutti minorenni. Solo in seguito, tramite i giornalisti della rivista locale Shūkan Bunshun sono state rese note le loro identità, pubblicate sulla base del fatto che, data la gravità del crimine, gli accusati non meritavano il diritto all'anonimato. Tutti e quattro gli imputati si sono dichiarati colpevoli di "aver commesso lesioni personali che hanno provocato la morte", piuttosto che di omicidio.
Nel luglio 1990, un tribunale di grado inferiore ha condannato Hiroshi Miyano, il capo del crimine, a 17 anni di carcere. Ha impugnato la sentenza, ma il giudice dell'Alta Corte di Tokyo Ryūji Yanase lo condannò ad altri tre anni di carcere. La condanna a 20 anni è la seconda più lunga condanna inflitta in Giappone prima dell'ergastolo. Aveva 18 anni al momento dell'omicidio di Furuta. Dopo il suo rilascio, Minato si trasferì con la madre. Tuttavia, nel 2018, Minato è stato nuovamente arrestato per tentato omicidio dopo aver picchiato un uomo di 32 anni con un'asta di metallo e avergli tagliato la gola con un coltello.
Yasushi Watanabe, originariamente condannato da tre a quattro anni di carcere, ha ricevuto una condanna avanzata da cinque a sette anni. Aveva 17 anni al momento dell'omicidio. Per il suo ruolo nel crimine, Jō Ogura ha scontato otto anni in una prigione minorile prima di essere rilasciato nell'agosto 1999. Dopo il suo rilascio, ha preso il nome di famiglia "Kamisaku" quando venne adottato da un suo sostenitore. Si dice che si sia vantato del suo ruolo nel rapimento, nello stupro e nella tortura di Furuta.
Nel luglio 2004, Ogura è stato arrestato per aver aggredito Takatoshi Isono, un conoscente con cui pensava che la sua ragazza potesse essere coinvolta. Ogura ha rintracciato Isono, lo ha picchiato e lo ha spinto nel suo camion. Ogura ha portato Isono da Adachi al bar di sua madre a Misato, dove avrebbe picchiato Isono per quattro ore. Durante quel periodo, Ogura minacciò ripetutamente di uccidere l'uomo, dicendogli che aveva ucciso prima e sapeva come farla franca. Egli venne condannato a sette anni di carcere per aver aggredito Isono e da allora è stato rilasciato. La madre di Ogura avrebbe vandalizzato la tomba di Furuta, affermando che la ragazza morta aveva rovinato la vita di suo figlio.
A Miyano è stata negata la libertà condizionale nel 2004. È stato scarcerato nel 2009. Nel gennaio 2013, Miyano è stato nuovamente arrestato per frode. A causa di prove insufficienti, è stato rilasciato senza accusa nello stesso mese.
Nobuharu Minato (ora Shinji Minato), che originariamente aveva ricevuto una condanna da quattro a sei anni, è stato nuovamente condannato a cinque o nove anni dal giudice Ryūji Yanase in appello. Aveva 16 anni al momento dell'omicidio. I genitori e il fratello di Minato non sono stati accusati.
I genitori di Furuta sono rimasti sgomenti per le condanne ricevute dagli assassini della figlia e hanno vinto una causa civile contro i genitori di Minato, nella cui casa sono stati commessi i crimini. Secondo quanto riferito, la madre di Miyano ha pagato ai genitori di Junko Furuta un risarcimento di 50 milioni di ¥, come ordinato dal tribunale civile, dopo aver venduto la casa di famiglia per pagarli.

## Conseguenze
Il funerale di Junko Furuta si tenne il 2 aprile 1989. Uno dei suoi amici fece un discorso commemorativo dove dichiarò:
Il futuro datore di lavoro designato di Junko ha presentato ai suoi genitori l'uniforme che avrebbe indossato nella posizione che aveva accettato. L'uniforme è stata riposta nella sua bara. Alla cerimonia, il preside della scuola le ha designato un diploma di scuola superiore, che è stato consegnato ai suoi genitori. Il posto vicino al luogo in cui è stato scoperto il corpo di Furuta è stato trasformato nel parco Wakasu.
All'epoca i giapponesi erano preoccupati per un'epidemia di criminalità violenta influenzata dagli Stati Uniti, quella che chiamavano la "malattia americana".
Almeno tre libri sono stati scritti su questo crimine. Un film d'exploitation  (女子高生コンクリート詰め殺人事件?) fu diretto nel 1995 da Katsuya Matsumura. Yujin Kitagawa (successivamente membro del duo musicale Yuzu) ha interpretato il ruolo del principale colpevole e Mai Sasaki interpretò il ruolo di Furuta. Il caso è stato anche l'ispirazione per il film Concrete del 2004, e del manga 17-sai.

## Riferimenti nella cultura di massa
La vicenda di Junko Furuta è trattata nella puntata Racconto di Tokyo - La storia di Junko Furuta del podcast Demoni Urbani di Francesco Migliaccio.
Il cantautore Mr.Kitty (pseudonimo di Forrest Avery Carney) dedicò una canzone al caso di Junko Furuta nell'album "ETERNITY", intitolata 44 Days: il testo descrive le torture e i pensieri disperati della ragazza, la quale implora che qualcuno la salvi dai mostri che l'hanno rapita e dalla tomba di cemento che la attende.